# Elitserien i baseboll 1987
Elitserien i baseboll 1987 var den för 1987 års säsong högsta serien i baseboll i Sverige. Totalt deltog 8 lag i serien, där alla lag spelade mot varandra tre gånger vilket gav totalt 21 omgångar. Efter detta gick de fyra främsta vidare till slutspel och de fyra sämsta till nedflyttningsserien. I nedflyttningsserien spelade lagen mot varandra tre gånger, vilket gav nio omgångar. Det sämsta laget flyttades ner.

## Grundserien
| Nr | Lag             | Matcher | Vunna | Förlorade | Vinstprocent |
| -- | --------------- | ------- | ----- | --------- | ------------ |
| 1  | Leksand         | 19      | 18    | 1         | 0.947        |
| 2  | Skarpnäck       | 19      | 14    | 5         | 0.737        |
| 3  | Sundbyberg      | 21      | 13    | 8         | 0.619        |
| 4  | Kungsängen      | 21      | 12    | 9         | 0.571        |
| 5  | Skellefteå      | 21      | 12    | 9         | 0.571        |
| 6  | Sundsvall       | 21      | 6     | 15        | 0.286        |
| 7  | Ljusdal Strikes | 21      | 4     | 17        | 0.190        |
| 8  | Bagarmossen     | 21      | 3     | 18        | 0.143        |

## Slutspel

### Semifinal
| Nr | Lag        | Matcher | Vunna | Förlorade | Vinstprocent |
| -- | ---------- | ------- | ----- | --------- | ------------ |
| 1  | Leksand    | 3       | 3     | 0         | 1.000        |
| 2  | Kungsängen | 3       | 0     | 3         | 0.000        |

| Nr | Lag        | Matcher | Vunna | Förlorade | Vinstprocent |
| -- | ---------- | ------- | ----- | --------- | ------------ |
| 1  | Sundbyberg | 4       | 3     | 1         | 0.750        |
| 2  | Skarpnäck  | 4       | 1     | 3         | 0.250        |

### Final
| Nr | Lag        | Matcher | Vunna | Förlorade | Vinstprocent |
| -- | ---------- | ------- | ----- | --------- | ------------ |
| 1  | Leksand    | 3       | 3     | 0         | 1.000        |
| 2  | Sundbyberg | 3       | 0     | 3         | 0.000        |

## Nedflyttningsserien
Ljusdal Strikes flyttades ner inför 1988.

### Webbkällor
- Svenska Baseboll- och Softbollförbundet, Elitserien 1963-